# Rasbora reticulata
Rasbora reticulata är en fiskart som beskrevs av Weber och De Beaufort, 1915. Rasbora reticulata ingår i släktet Rasbora och familjen karpfiskar. Inga underarter finns listade i Catalogue of Life.